# Джозеф, Питер
Пи́тер Джо́зеф (англ. Peter Joseph, род. 4 февраля 1979, Северная Каролина, США) — американский кинорежиссёр, конспиролог, создатель документальных фильмов «Дух времени», «Дух времени: Приложение» и «Дух времени: Следующий шаг» и основатель движения «Дух времени».

## Ранние годы
Питер Джозеф родился в Северной Каролине в семье среднего класса. В одном из интервью он сказал, что его мать была социальным работником, и это помогло ему сформировать своё мнение и впечатления об американской жизни. Позже он переехал в Нью-Йорк для обучения в художественной школе. В настоящее время продолжает жить и работать в Нью-Йорке редактором фильмов и композитором.

## Режиссёрская деятельность
Фильм «Дух времени» (англ. Zeitgeist: The Movie, 2007 год) первоначально был показан в Нью-Йорке на бесплатных общественных просмотрах как выражение точки зрения и личный проект режиссёра. Сразу после просмотров фильм был «выложен» в Интернет. П. Джозеф утверждает, что результат в 50 миллионов просмотров был превышен на одном только Google Video. 

## Движение «Дух времени»
Питер Джозеф основал движение «Дух времени» в 2007 году, к концу съёмок второго фильма. Декларируется, что это общественное неполитическое движение, целью которого является осведомление широких социальных масс о важности перехода от современной глобальной экономической системы к ресурсо-ориентированной экономике.
Начиная с конца июля 2012 года, выпускает авторскую программу на YouTube «Culture in Decline» (рус. Культура в упадке)